# 卡穆克峰
卡穆克峰（西班牙語：Cerro Kamuk）是哥斯達黎加的山峰，處於拉阿米斯塔德國家公園，屬於塔拉曼卡山脈的一部分，該山峰海拔高度3,549米，登頂需時約4天。